# 刘子奇 (1900年)
刘子奇（1900年—1976年），中国人民解放军将领、中国人民解放军开国少将。
曾任湖南军区参谋长。1955年，授予中国人民解放军少将。